# Нокс (окръг, Тексас)
Вижте пояснителната страница за други значения на Нокс.
Окръг Нокс (на английски: Knox County) е окръг в щата Тексас, Съединени американски щати. Площта му е 2214 km², а населението - 4253 души (2000). Административен център е град Бенджамин.